# Gerolamo Sommi Picenardi

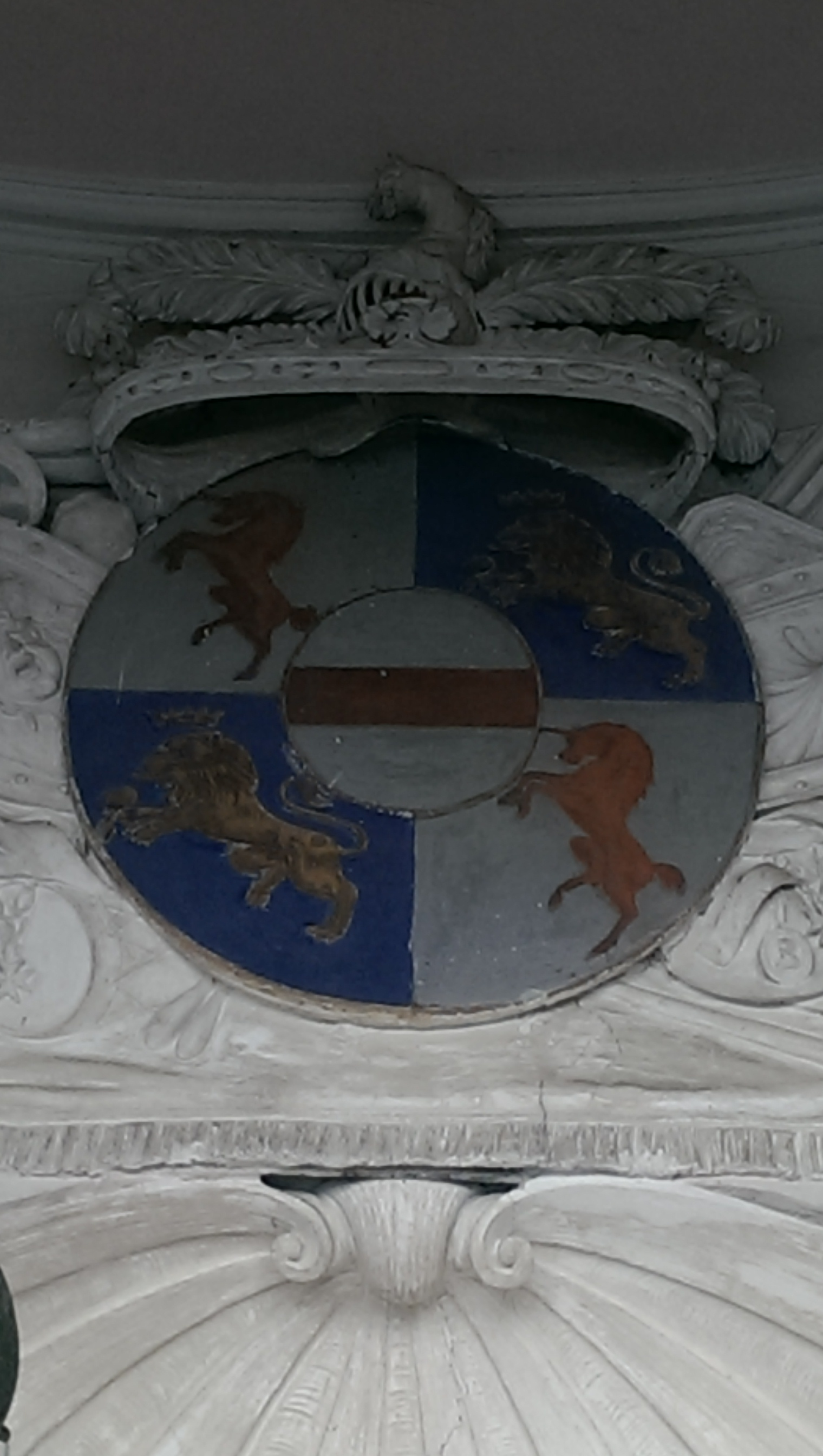
Stemma della famiglia Sommi Picenardi

Gerolamo Sommi Picenardi (Grumone, 23 agosto 1869 – Torre de' Picenardi, 22 settembre 1926) è stato un politico italiano, eletto nella XXI legislatura del Regno d'Italia.

## Biografia
Sposò nel 1891 Nadina Grigor'evna Bazilevskaja.